# غزالی در بغداد
غزالی در بغداد نام یک رمان تاریخی است که نوشته ی ذبیح الله منصوری است ، او نامی خودساخته تحت عنوان ادوارد توماس، نویسندهٔ اهل انگلستان برای این اثر خود برگزیده . پوشیده نیست مانند سایر آثار منصوری اعلام ، مستندات و به‌طور کل محتوای این کتاب قابل استناد نیست و با اتکا به قلم روان نویسنده تنها به عنوان داستانی جذاب نگریسته می شود.